# Torre Emperador Castellana
Torre Emperador Castellana (původním názvem Torre Escpacio) je mrakodrap v Madridu. Má 57 pater a s výškou 224 m je 4. nejvyšší mrakodrap Španělska. Stojí v moderní obchodní čtvrti Cuatro Torres Business Area. Navrhl jej architekt Henry N. Cobb z firmy Pei Cobb Freed. Výstavba probíhala v letech 2004 – 2008.